# Canhoteiro
Canhoteiro, pseudonimo di José da Ribamar de Oliveira (Coroatá, 24 settembre 1932 – San Paolo, 16 agosto 1974), è stato un calciatore brasiliano.
Era alto 168 centimetri e fu un'ala sinistra dotata di ottima tecnica. Era rapido e particolarmente abile nel dribbling, tuttavia segnava pochi gol. È uno dei maggiori giocatori della storia del San Paolo.
Si diceva che quello che Garrincha faceva sulla fascia destra, Canhoteiro lo faceva sulla sinistra, ma nonostante siano giunti alla Nazionale nella stessa epoca giocarono qualche volta  assieme. Uguali su lati di campo opposti, entrambi interpretarono il calcio in maniera allegra e giocosa.

## Carriera

### Club
Cominciò la carriera professionistica nell'América di Fortaleza nel 1949. Nell'aprile del 1954 passò al San Paolo, che sborsò centomila cruzeiros. Debuttò con questo club contro il Corinthians, avendo come avversario Idário, uno dei terzini che più soffrì i suoi dribbling. Canhoteiro era giunto per sostituire Teixeirinha e fu campione del Torneio Jarrito, in Messico nel 1955, della Pequena Taça do Mundo, in Venezuela, e del Campionato Paulista, nel 1957 a lato di Zizinho. Fu convocato tre volte per la Nazionale brasiliana: per il Sul-Americano Extra di Lima, la Taça Oswaldo Cruz e per un'uscita preparatoria per la Coppa del Mondo 1958.
Disputò 383 partite per il San Paolo e marcò 85 gol. Prese parte alla partita di inaugurazione dello stadio Morumbi nel 1960, contro lo Sporting Lisbona. Patì una seria contusione in uno scontro fortuito col corinthiano Homero, e dopo questa non fu in grado di proporsi ai livelli precedenti. Fu ceduto in Messico nel 1963, giocando nel Deportivo Nacional e nel Toluca. Rimase in mesoamerica per tre anni e tornò in Brasile, ormai lontano dalle sue migliori condizioni fisiche, per chiudere la carriera nel Nacional, di San Paolo, e nel Saad, di São Caetano do Sul.

### Nazionale
Per la Nazionale brasiliana Canhoteiro partecipò a diciassette partite, segnando solo un gol, al suo esordio contro il Paraguay allo stadio Pacaembu il 17 novembre 1955. A causa del suo stile di vita poco consono ad un atleta, che includeva il non presentarsi agli allenamenti, non fu convocato per i Mondiali del 1958.

## Palmarès
- Campionato paulista: 1

San Paolo: 1957